# Calenzana
Calenzana är en kommun i departementet Haute-Corse på ön Korsika i Frankrike. Kommunen ligger i kantonen Calenzana som tillhör arrondissementet Calvi. År 2022 hade Calenzana 2 571 invånare.

## Befolkningsutveckling
Antalet invånare i kommunen Calenzana
Referens:INSEE